# David Margulies
David Joseph Margulies (Brooklyn, 19 de fevereiro de 1937 - Manhattan, 11 de janeiro de 2016) foi um ator norte-americano.
Graduado no City College of New York, atuou em diversas produções no cinema e na televisão, como: The Front (1976), Vestida para Matar (1980) Os Caça-Fantasmas (1984), 9½ Weeks (1986), Running on Empty (1988), Ghostbusters II (1989), The Sopranos, entre outros.